# Entropie (magazine)
Pour les articles homonymes, voir Entropie.
Entropie est un magazine étudiant puis commercial qui traite de design graphique.
Il a été fondé en 1999 à l'École de design de l'UQAM à Montréal, au Québec  par deux étudiants du programme de Design Graphique (Jean-Olivier Noreau et Hugo Caron), Entropie s'est vite imposé comme une publication sérieuse au contenu rigoureux et favorisant la réflexion. On y présentait des entrevues avec des designers de renom, des essais critiques et des traductions de textes étrangers.
Après une courte existence en tant que magazine commercial, Entropie s'est éteint en 2001.

## Textes réédités
En juin 2006, la Société des Designers Graphiques du Québec a réédité plusieurs textes d'Entropie dans un ouvrage sous la direction de Jean-Olivier Noreau. Le recueil s'intitule Design graphique : Essais, entretiens, réflexions  (ISBN 978-2-9808614-0-6) et inclut des essais et entrevues avec la collaboration de David Carson, Ralph Hancox, Steven Heller, Jelly Helm, Ellen Lupton et Rick Poynor.